# Bedeutungsdifferenzierung
Bedeutungsdifferenzierungen als Fachbegriff aus der Linguistik, insbesondere der Sprachkontaktforschung, sind eine Art des Auftretens eines semantischen Transfers.
Dabei wird für ein Element einer Sprache ein neuer Term eingeführt, zur Spezifizierung der ursprünglichen Bedeutung.
Zum Beispiel wird das Wort Bike verwendet und nicht Fahrrad, um den Gebrauch als Sportgerät zu unterstreichen. Auch wird das Wort Baby anstelle von Säugling und Kleinkind, welche amtliche Bezeichnungen sind, gebraucht, da Baby einen Gefühlswert vermittelt.